# Hall-effekt
Hall-effekten er et fænomen, der optræder i samspillet mellem elektrisk strøm og et magnetfelt: Hvis der går en elektrisk strøm i en tynd leder eller halvleder, som gennemkrydses af et magnetfelt, tvinges de ladningsbærende dele ud mod en af lederens sider. Dette skaber et elektrisk felt og dermed også en vis elektrisk spænding på tværs af den gennemgående strøms retning.
Denne effekt blev opdaget af Edwin Herbert Hall i 1879, mens han stadigvæk var studerende.

## Hall-effekt i metaller
Metaller er elektrisk ledende, fordi mange af elektronerne i metallets atomer kan bevæge sig selv og deres elektriske ladning frit omkring overalt i et (helt) stykke metal – og transport af elektrisk ladning er netop definitionen på elektrisk strøm.
På tegning A til højre ses en flad, rektangulær elektrisk leder (2), kaldet Hall-elementet eller Hall-sensoren, anbragt mellem et par magneter (3), så den gennemløbes af et ensartet magnetfelt (4). En strømkilde (5) sender negativt ladede elektroner (1) gennem dette lederstykke.

Magnetfeltet vil nu afbøje de elektroner, der bevæger sig igennem Hall-elementet, så de tvinges ud mod en af siderne, her opad mod den øverste kant. Det skaber et vist »overtal« af elektroner langs overkanten, som derved bliver negativt ladet (vist med blå farve) i forhold til underkanten (rød farve).
Hvis man vender enten strømmen i Hall-elementet (tegning B) eller magnetfeltet (C), driver magnetfeltet elektronerne ned mod underkanten, som derved får et overskud af elektroner og bliver negativt ladet. Vender man begge dele (D), er det igen den øverste kant, der er negativt ladet.

## Hall-effekt i halvledere
I et stykke eller en flade af P forurenet halvleder transporteres den elektriske strøm af såkaldte huller – populært sagt »fraværende elektroner«, der optræder som positive ladningsbærere. Og kort tid efter opdagelsen af Hall-effekten i metaller fandt man ud af, at ladningen langs kanterne af et Hall-element af et halvledermateriale får en polaritet modsat, hvad man ser hos et element af metal, ganske som om strømmen bestod af positivt ladede partikler, der bevægede sig rundt i kredsløbet modsat de negative elektroners retning.

## Teori
Den spænding, som dannes hen over en leder ved Hall-effekten, kaldes Hall spændingen og er givet ved
{\displaystyle V_{H}=-{\frac {IB}{nte}}}
hvor I er strømmen hen over lederen, B er det påførte magnetfelt, t er lederens tykkelse, e er elektronens elementarladning og n er ladningsbærertætheden. En ladningsbærer er en entitet, som har ladning og kan transportere denne - typisk en elektron. Men det kan også være fx et hul (fraværet af en elektron, hvor der normalt er en). Udtrykket for Hall spændingen er gældende, når der kun er én type ladningsbærer i spil.